# E학습터
e학습터는 한국교육학술정보원이 2018년 3월 15일에 출시한 지역격차 해소 및 사교육비 절감을 위한 대한민국의 공교육, 위두랑과 대표 온라인 학습 서비스이다.

## 특징
- 코로나바이러스감염증-19로 인해 많은 학교들이 e학습터와 밴드, EBS, 클래스팅를 이용하여 온라인 수업을 진행하고 있다. 따라서 이용량이 매우 폭증하였다.
- 선생님들이 직접 영상을 올리고, 과제와 퀴즈를 만들 수 있으며, 학생들은 영상을 통해 내용을 학습하고, 주어진 과제를 제출하면서 온라인 학교 생활을 한다. 화상수업 기능을 통해 수업을 하기도 한다.[출처 필요]